# Eulithis serrataria
Eulithis serrataria là một loài bướm đêm trong họ Geometridae.